# 6 Below: Miracle on the Mountain
6 Below: Miracle on the Mountain (bra: O Poder e o Impossível) é um filme estadunidense de 2017, do gênero drama de sobrevivência, dirigido por Scott Waugh a partir do roteiro de Madison Turner, baseado no livro de não ficção Crystal Clear, de Eric LeMarque e Davin Seay. É estrelado por Josh Hartnett, Mira Sorvino, Sarah Dumont, e Jason Cottle, e conta a história real do ex-jogador profissional de hóquei Eric LeMarque, que se encontra preso na Serra Nevada durante uma forte tempestade de neve e deve usar sua inteligência e força de vontade para sobreviver. O filme foi lançado nos Estados Unidos em 13 de outubro de 2017.

## Premissa
Em fevereiro de 2004, quando uma tempestade de neve deixa o ex-jogador profissional de hóquei Eric LeMarque no topo das Montanhas da Serra Nevada, ele é forçado a redescobrir o poder da fé dentro dele para sobreviver.

## Elenco
- Josh Hartnett como Eric LeMarque
- Mira Sorvino como Susan LeMarque
- Sarah Dumont como Sarah
- Jason Cottle como David LeMarque

## Produção
Em fevereiro de 2016, foi anunciado que o primeiro filme que o ex-presidente da Relativity Studios Tucker Tooley financiaria 6 Below, baseado na memória de Eric LeMarque. A filmagem começou no Utah em março de 2016.

## Lançamento
Em fevereiro de 2017, a Momentum Pictures adquiriu os direitos de distribuição do filme, definindo posteriormente seu lançamento para 13 de outubro de 2017.

## Recepção

### Crítica
No site agregador de críticas Rotten Tomatoes, 22% das 18 resenhas dos críticos são positivas, com uma classificação média de 4,4/10. O Metacritic, que usa uma média ponderada, atribuiu ao filme uma pontuação de 40 em 100, baseado em 5 críticos, indicando críticas "mistas ou médias".